# Morulina
Morulina (лат.) — род коллембол из семейства Neanuridae (Morulininae). Крупные, заметные неануриды, обычно тёмного цвета, с сильно бородавчатым телом, покрытым длинными, выдающимися макросетами.

## Распространение
Род Morulina широко распространён в Северном полушарии: в Голарктической области от Карпатских гор, Гималаев, Японии и до восточных районов Соединённых Штатов Америки и Канады. Сибиро-Канадская амфи-берингийская область может быть центром радиации.

## Описание
Относительно крупные ногохвостки-неануриды с вытянутым телом и с полусферическим или сферическим постантеннальным органом с более чем 20 везикулами. Хорошо развитые бугорки тела с многочисленными толстыми, длинными и колючими волосками. Пять глаз на каждой стороне. Четвёртый усиковый сегмент с маленькой трёхлопастной вершинной луковицей и хорошо развитым вентральным «файлом», состоящим из множества коротких тонких волосков, но с небольшим количеством дорсальных сенсилл, обычно менее 8. Унгуикулус отсутствует. Шестой брюшной сегмент частично или полностью скрыт под пятым сегментом. Вид Morulina alata питается на грибах Cortinarius anomalus, Inocybe fastigiata и Mycena pura. В Японии в полевых условиях M. alata был обнаружен на спорокарпах I. fastigiata и M. pura, но не на C. anomalus. Споры всех трёх грибов обнаружены в кишечнике M. alata. Эксперименты с кормлением показали, что почти все споры C. anomalus и I. fastigiata, а также некоторые споры M. pura остаются неповрежденными после прохождения через кишечник.

## Классификация
Известно более 20 видов. Род был впервые выделен в 1906 году немецким натуралистом Карлом Бёрнером. Вместе с американским родом Promorulina Cassagnau, 1997 (с двумя видами, P. himalayana (Cassagnau, 1987) и P. nuda (Cassagnau, 1955), или этот род в Frieseinae) таксон Morulina включён в состав подсемейства Morulininae.
- Morulina alata Yosii, 1954
- Morulina alia Christiansen & Bellinger, 1980[7]
- Morulina australis Tanaka, 1984
- Morulina callowayia Wray, 1953
- Morulina crassa Christiansen & Bellinger, 1980[7]
- Morulina delicata Bernard, 2006[8]
- Morulina gigantea (Tullberg, 1877)[9]
  - =Anura gigantea Tullberg, 1876
  - =Morulina ghilarovi Solntseva, 1964[9]
  - =Morulina kotzebuensis H.Bödvarsson, 1960
  - =Neanura verrucosa Börner, 1903
- Morulina gilvipunctata (Uchida, 1938)
- Morulina himalayana Cassagnau, 1997[10]
- Morulina mackenziana Hammer, 1953
- Morulina multatuberculata (Coleman, 1941)
- Morulina nucifera Palacios-Vargas & Gao, 2013[1]
- Morulina orientis Tanaka, 1984
- Morulina pallidissima Cassagnau, 1997[10]
- Morulina pawlowskii Deharveng & Weiner, 1984[11]
  - =Morulina pawlowski J.G.Palacios-Vargas, Gao & Y, 2013
- Morulina stevehopkini Palacios-Vargas & Simón-Benito, 2007[12]
- Morulina theeli Babenko & Fjellberg, 2001[13]
- Morulina thulensis Hammer, 1953
- Morulina triverrucosa Tanaka, 1978
- Morulina verrucosa (Börner, 1903)